# 維克多 (加利福尼亞州)
維克多（英語：Victor）是位於美國加利福尼亞州聖華金縣的一個人口普查指定地區。

## 地理
維克多的座標為38°08′19″N 121°11′56″W / 38.13861°N 121.19889°W，而該地最高點為海拔高度24米（即79英尺）。

## 人口
根據2010年美國人口普查的數據，維克多的面積為3.251平方千米，均為陸地。當地共有人口293人，而人口密度為每平方千米90人。